# Josef Tomáš Blažek

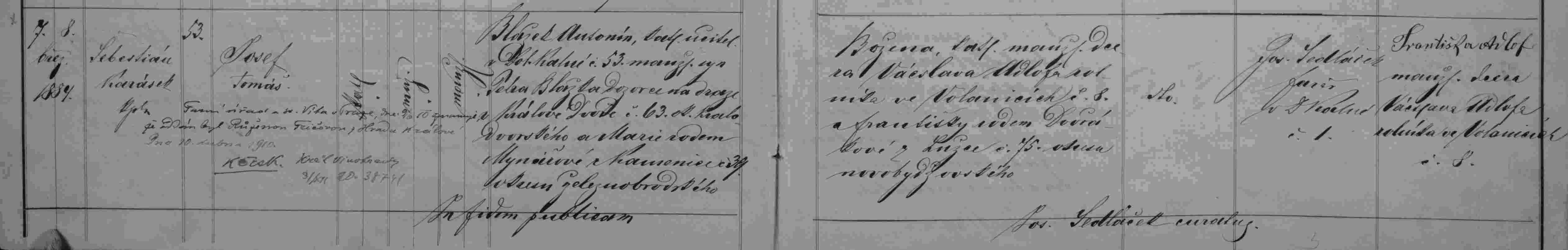
matriční zápis o narození a křtu Josefa Tomáše Blažka (matrika N 1883-1903 Dolní Kalná (SOA Zámrsk)

Josef Tomáš Blažek (7. března 1884 Dolní Kalná – 21. srpna 1962 Praha) byl český akademický malíř, ilustrátor, kreslíř, grafik a pedagog.

## Život
Narodil se v podkrkonošské obci Dolní Kalná v rodině učitele Antonína Blažka. Od roku 1902 nastoupil ke studiu na Uměleckoprůmyslové škole v Praze u profesorů E.K. Lišky, Jana Preislera a A. Hofbauera a později přestoupil na pražskou malířskou akademii do speciálky profesora M.Pirnera, kde setrval dva roky. Následně podnikl studijní cestu do Mnichova a dva roky pracoval jako asistent kreslení v Hradci Králové. Odtud přišel znovu do Prahy k prof. Pirnerovi. Před první světovou válkou přispíval ilustracemi do časopisů Kopřivy, Máj a rovněž ilustroval v roce 1909 pro nakladatelství J.R. Vilímek vydání románu Anna Karenina. Na sklonku první světové války sloužil jako voják-malíř na restaurování fresek v kostele sv. Mikuláše v Praze na Staroměstském náměstí a společně s Oldřichem Blažíčkem vymaloval jednu z kleneb výjevy ze života sv. Mikuláše. Ve dvacátých letech podnikl studijní cesty po Německu, Holandsku, Anglii a v roce 1924 byl v Paříži. Po návratu z cest vyzdobil freskami několik maloměstských záložen, spořitelen a hornický kostel v Březových Horách. V letech 1925–1935 kreslil pravidelně pro deník Venkov a proslul též jako humoristický kreslíř časopisu Kopřivy, kde své práce podepisoval často pseudonymy F. Jeteba, Alois Kuchař, J. O. Oedtl a Ant. Husák. J.T.Blažek se nevěnoval jen vlastní tvůrčí práci, ale také působil jako profesor kreslení na reálce v Karlíně. V roce 1934 získal 1. cenu na hospodářské výstavě v Praze (díla: Výlet v lese, Nevěsta, Bělisko, Promenáda na Žofíne). Byl členem Jednoty umělců výtvarných a vystavoval mj. v Benátkách (1918), Bratislavě (1926), v Topičově salonu v Praze, na Výstavě soudobé kultury v Brně (1928) a v Obecním domě v Praze (1943). Mimo velkých zakázek se věnoval krajinomalbě a zejména erotickým námětům. Zemřel v Praze v létě 1962.

## Výstavy

### Autorské
- 1942-1943 Josef Tomáš Blažek: Akvarely a tempery - Jednota umělců výtvarných, výstavní síně, Praha

### Společné
- 1928 Československé výtvarné umění 1918 - 1928, Brno (Brno-město), Brno (Brno-město)
- 1928 Souborná výstava figurálních komposic a architektur J. T. Blažka a F. X. Margolda,Topičův salon (1918-1936), Praha
- 1940 Jednota umělců výtvarných: 107. výroční řádná členská výstava, Dům Jednoty umělců výtvarných, Praha
  - Jednota umělců výtvarných: 111. řádná členská podzimní výstava Náš venkov, Dům Jednoty umělců výtvarných, Praha
  - Národ svým výtvarným umělcům, Praha, Praha
- 1941 Jednota umělců výtvarných: 116. řádná členská podzimní výstava, Dům Jednoty umělců výtvarných, Praha
- 1942 Národ svým výtvarným umělcům, Praha, Praha
  - Jednota umělců výtvarných: 117. výstava Portrét, Jednota umělců výtvarných, výstavní síně, Praha
- 1947 Jednota umělců výtvarných: Členská výstava 1947, Výstavní pavilon na Příkopě, Praha
- 1948-1949 50 let Jednoty umělců výtvarných (Díl II.), Jednota umělců výtvarných, výstavní síně, Praha
- 1955 III. přehlídka československého výtvarného umění, Jízdárna Pražského hradu, Praha
- 1957 Knižní ilustrace ruských a sovětských autorů, Palác Kinských, Praha